# Josef Filgas
Josef Filgas (16. října 1908, Chropyně – 11. března 1981, Ostrava) byl známý ostravský rozhlasový reportér, fejetonista a spisovatel.

## Život
Narodil se v Chropyni dne 16. října 1908, avšak dětství prožil na ostravské periferii, když jeho otec získal práci ve Vítkovických železárnách. Po vychození měšťanky se vyučil pekařem a až do roku 1933 vystřídal celou řadu zaměstnání – pracoval na stavbách, v hutích, prodával na ulicích noviny. Kromě toho procestoval pěšky střední Evropu a své zážitky po návratu zveřejnil v denním tisku. V roce 1933 si ho jako nezaměstnaného všiml uznávaný rozhlasový reportér F. K. Zeman a uvedl ho do světa rozhlasu. Do roku 1938 pak Filgas odvysílal více než sto třicet fejetonů a reportáží. Na podzim roku 1944 se stal pomocným dělníkem. Po druhé světové válce krátce pracoval jako úředník Zemského národního výboru v Ostravě a nakonec redigoval deník Nová svoboda a závodní časopisy Jiskra a Nová Ostrava.
Kromě toho se činil i na poli spisovatelském a v roce 1942 tak spatřila světlo světa jeho kniha pro děti Koníček Ivánek. Dojímavý a laskavý příběh o životě důlního koníčka popisuje jeho životní pouť od narození na malém statku až po příhody na šachtě. Svým námětem je kniha v české literatuře pro děti a mládež zcela unikátní. A přesto, že důlní koníčci z českých šachet zmizeli již v šedesátých letech 20. století, Filgasovo poselství je dodnes platné. Ke stému výročí spisovatelova narození proto nakladatelství Repronis vydalo v roce 2008 již páté vydání Ivánkových dobrodružství, které ozdobily ilustrace Viléma Wünscheho. Ty mj. doprovodily druhé vydání z roku 1946.
Další významnou spisovatelovou knihou je Zapomenutá Ostrava z roku 1948, kterou autor vydal vlastním nákladem a opatřil podtitulem Sbírka feuilletonů a reportáží z dávné i nedávné minulosti města. Obsahem je výběr Filgasových rozhlasových fejetonů a reportáží. Pravdivostí a upřímností sdělení, schopností umělecké zkratky a vrchovatou měrou empatie tato kniha dodnes bere čtenáře za srdce. Literární kritici rovněž oceňují, že autor zachytil tehdy ještě celkem zachovanou ostravskou městskou mluvu a dokázal ji ve svém díle využití stejně dobře, jako např. Jarmila Glazarová a či Helena Salichová nářečí klimkovické. Doplněné vydání Zapomenuté Ostravy vydal Repronis v roce 2007.
Vedle výše uvedených publikací napsal např. romány Stín šachty (1940) a Chléb ze železa (1944). Věnoval se také tvorbě pro děti. Kromě již zmíněné knihy o koníčkovi Ivánkovi stojí za zmínku trilogie Mezi brášky (1939), Bráška Lajdáček (1943) a Brášci v Modré zemi (1944).

## Dílo
- Bráška Lajdáček. Vyškov na Moravě: F. Obzina, 1943. 151 s.
- Chléb ze železa. Vyškov na Moravě: F. Obzina, 1944. 235 s.